# Al-Hoda
Al-Hoda fue un periódico diario en árabe de la ciudad de Nueva York. 

## Fundación
Fue fundado en Filadelfia como bisemanal por Naoum Anthony Mokarzel, un joven maronita libanés con interés en el periodismo. La primera edición se publicó en febrero de 1898. Las oficinas se mudaron a Nueva York en 1902, donde se convirtió en diario. Fue unos de los primeros periódicos árabes en Estados Unidos. Mokarzel fue director y editor hasta su muerte en 1932. La edición fue asumida por el hermano de Naoum, Salloum, que la mantuvo hasta 1952.